# Мерень (Тіту, Димбовіца)
Мерень, Мерені (рум. Mereni) — село у повіті Димбовіца в Румунії. Адміністративно підпорядковане місту Тіту.
Село розташоване на відстані 47 км на північний захід від Бухареста, 31 км на південь від Тирговіште, 144 км на схід від Крайови, 110 км на південь від Брашова.

## Населення
За даними перепису населення 2002 року у селі проживали 167 осіб, усі — румуни. Усі жителі села рідною мовою назвали румунську.